# Castle Ward
Le Castle Ward est un château du XVIIIe siècle, propriété du National Trust, situé à proximité du village de Strangford dans le Comté de Down en Irlande du Nord. Il surplombe Strangford Lough et se situe à 11 kilomètres de Downpatrick et 2,4 kilomètres de Strangford.
Castle Ward est ouvert au public et comprend 332 hectares (820 acres) de jardins paysagers, une maison-tour fortifiée, blanchisserie victorienne, théâtre, restaurant, boutique, scierie et un moulin à maïs. Il dispose d'un rivage à Strangford Lough. De 1985 à 2010, il a également accueilli le Castleward Opera, un festival annuel d'opéra en été.

## Galerie d'images

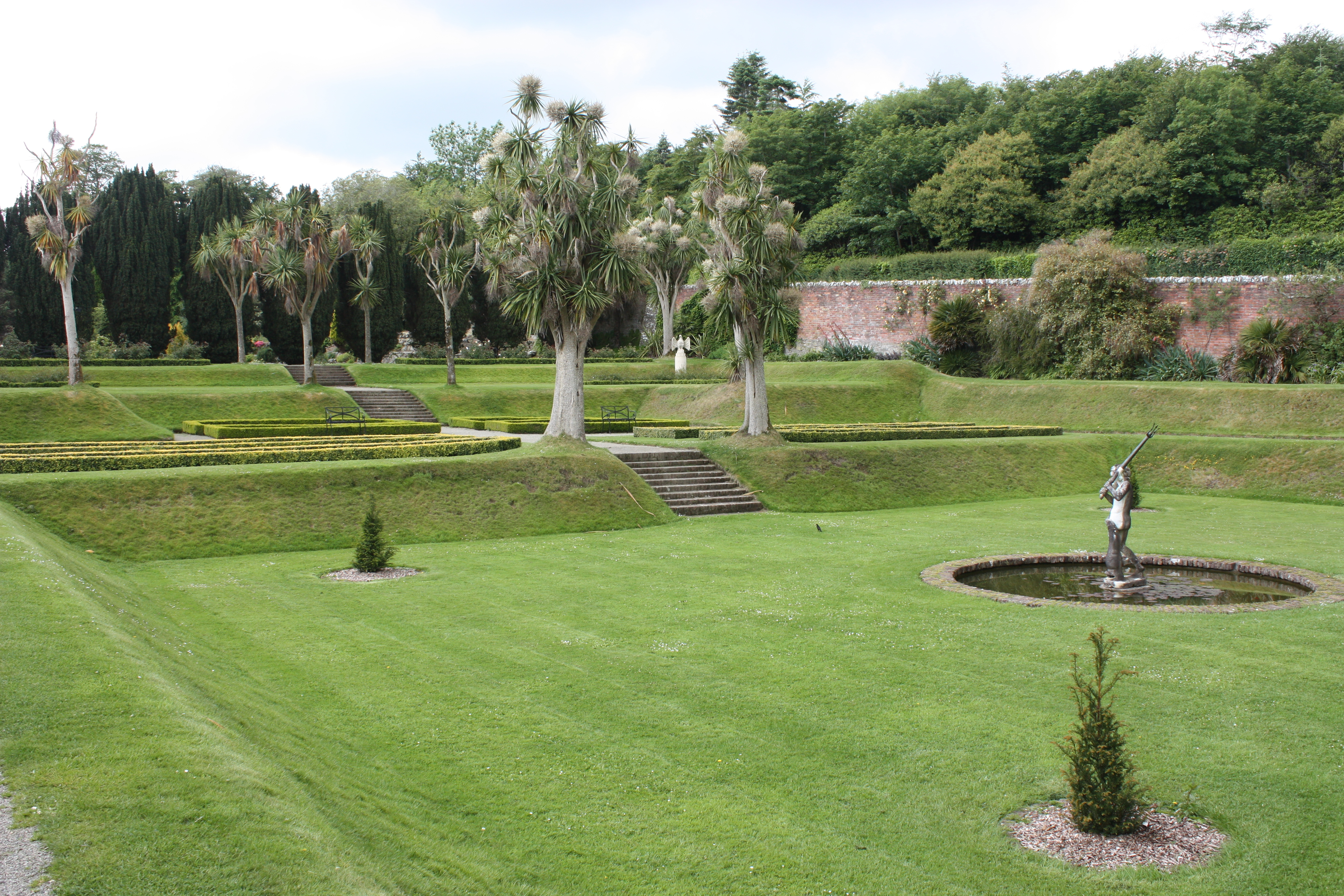
Jardins clos
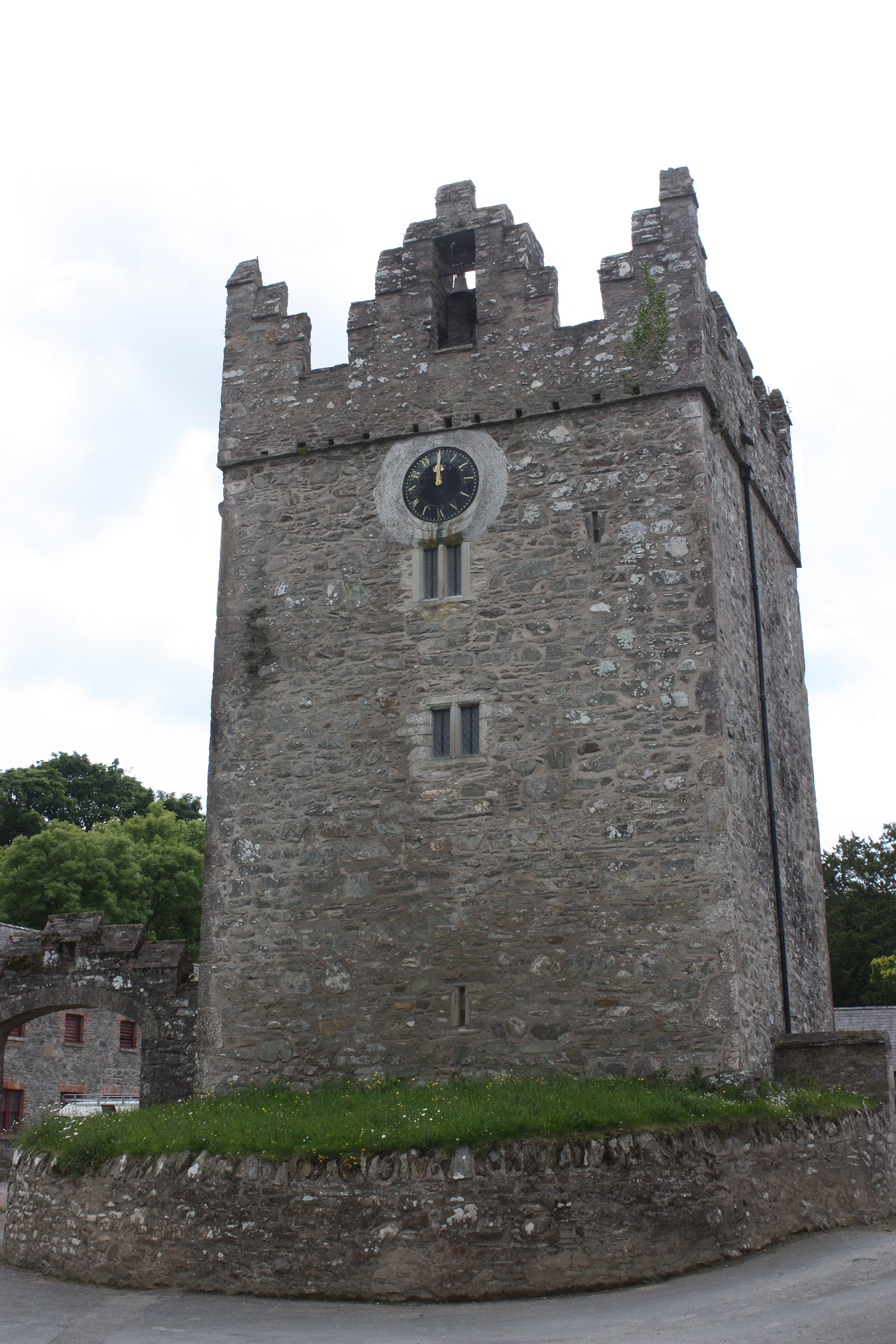
Le château en juin 2011